# Saint-Sébastien-de-Cordéac
Ancienne commune de l'Isère, la commune de Saint-Sébastien-de-Cordéac a été supprimée en 1865, au profit de deux nouvelles communes qui sont créées sur son territoire :
- Cordéac
- Saint-Sébastien